# Herb Żmigrodu
Herb Żmigrodu – jeden z symboli miasta Żmigród i gminy Żmigród w postaci herbu.

## Wygląd

### Wersja z 2022
Herb w wersji z 2022 przedstawia się następująco: 

w polu czerwonym na wzgórzu zielonym wieża srebrna z trzema blankami i trójkątnym daszkiem błękitnym, zwieńczonym krzyżem na kuli złotymi, przez bramę przechodzi w lewo skrzydlaty smok o dwóch łapach, z głową zwróconą wstecz i zawiniętym ku dołowi ogonie, zielony

### Wersja z 2021

herb miasta ustanowiony w 2021

Herb w wersji z 2021 przedstawiał się według poniższego opisu: 

w polu czerwonym na wzgórzu zielonym wieża biała z trzema blankami i trójkątnym szarym daszkiem zwieńczonym białą kulą, przez bramę przechodzi smok zielony z głową zwróconą w górę, z uniesioną przednią łapą o czterech szponach i zakręconym ogonie

.

## Historia
Wizerunek herbowy nawiązuje do niemieckiej nazwy miasta: Trachenberg – Smocza Góra.

herb miasta używany do 2021

Herb taki z niewielkimi zmianami występuje na pieczęciach miejskich od XIV wieku. Do 2021 Rada Miejska posługiwała się wzorem herbu ze smokiem leżącym na plecach, z głową po heraldycznie prawej stronie i podwiniętym ogonem – po lewej. Była to wersja zaczerpnięta z XIX-wiecznego herbarza Otto Huppa, niezgodna z prawidłami polskiej heraldyki.
W 2021, w oparciu o wskazówki Komisji Heraldycznej, która wydała w 2014 negatywną opinię nt. dotychczasowej formy herbu, zmieniono jego wygląd: z dachu usunięto krzyż grecki oraz zmodyfikowano ułożenie smoka. Autorem ekspertyzy heraldycznej i projektu był Gerard Kucharski.
Zmiana, nawiązująca do najstarszej znanej pieczęci Żmigrodu z XIV w., wzbudziła kontrowersje i protesty części mieszkańców miasta. Domagali się oni przede wszystkim przywrócenia krzyża w wizerunku herbu. Zwracano także uwagę na brak wcześniejszych konsultacji społecznych.
W związku z protestami w czerwcu 2022 Rada Miasta podjęła uchwałę nadającą nowy wygląd herbu, przywracając krzyż zwieńczający wieżę oraz zmieniając wygląd smoka.